# Marko Babić
Marko Babić (Osijek, 28 januari 1981) is een Kroatische voetbaltrainer en voormalig profvoetballer. Hij speelde voornamelijk als linkermiddenvelder, maar werd ook vaak ingezet als linksback.
Als speler kwam hij onder andere uit in de Bundesliga voor Bayer Leverkusen en Hertha BSC, en was hij in Spanje actief bij Real Zaragoza. Daarnaast was hij international voor het Kroatisch elftal, waar hij deel uitmaakte van de selectie tijdens het EK 2004 en WK 2006.
Na beëindiging van zijn spelercarrière werd hij trainer en heeft hij als assistent en hoofdtrainer de leiding gehad over verschillende clubs. Zijn laatste werkgever was ND Ilirija 1911, dat uitkomt in de Druga Liga (het tweede niveau van Slovenië).

## Clubcarrière

### NK Osijek
Babić debuteerde bij NK Osijek, de club uit zijn geboortestad waar hij reeds in de jeugdelftallen speelde. In totaal speelde hij drie seizoenen in de Kroatische competitie.

### Bayer 04 Leverkusen
In 2000 maakte Babić de overstap naar Bayer Leverkusen, waar hij eerst deel uitmaakte van het tweede elftal en vanaf het seizoen 2000-01 ook uitkwam voor het hoofdteam van de Duitse club. In zijn eerste jaren speelde Babić weinig wedstrijden bij Bayer Leverkusen, maar hij maakte wel deel uit van de selectie die in 2002 de finale van de Champions League behaalde. Babić viel in de blessuretijd van de wedstrijd in voor Lúcio, maar kon niet voorkomen dat Bayer Leverkusen de finale met 2-1 zou verliezen van Real Madrid. In 2003 kreeg hij een contractverlenging bij de club en werd vanaf dan ook een vaste basisspeler in Leverkusen. In totaal speelde Babić 7 seizoenen voor de club, maar aan het einde van het seizoen 2006-07 besliste Leverkusen dat ze zijn aflopende contract niet zouden verlengen.

### Real Betis
Op 17 juli 2007 presenteerde het Spaanse Real Betis dat ze Babić transfervrij hadden overgenomen, en hij maakte op 23 juli 2007 zijn debuut in in een vriendschappelijke wedstrijd tegen San Fernando. Zijn competitiedebuut maakte hij in La Liga tegen Recreativo de Huelva op 26 augustus 2007. In de twee jaar in Sevilla wist Babić geen blijvende indruk achter te laten, en toen bekend werd dat Ricardo Oliveira in 2009 terug zou keren naar Real Betis moest Babić vertrekken bij de club om het quotum van niet-EU-spelers bij de club niet te overschrijden.

### Hertha BSC
Na zijn vertrek bij Real Betis begin 2009 pikte Hertha BSC hem als vrije speler op en bood hem een contract aan voor het resterende seizoen. Babić was na zijn terugkeer van een blessure enkele keren wisselspeler, maar mocht aan het einde van het Bundesliga-seizoen weer vertrekken uit Berlijn.

### Real Zaragoza
Op 8 augustus 2009 tekende hij een tweejarig contract bij Real Zaragoza. In het begin van het seizoen 2009-10 speelde hij nog regelmatig mee, maar na de winterstop kwam hij amper meer in actie in La Liga. Op 6 september 2010 werd bekend dat Real Zaragoza zijn contract ontbonden had, waarop Babić terugkeerde naar Kroatië.

### Terugkeer naar Kroatië
Na een half jaar zonder club te zitten, pikte zijn voormalige club NK Osijek hem op 2 maart 2011 op en tekende Babić een contract voor anderhalf jaar. In de tweede helft van het seizoen 2010-11 kwam hij in actie voor de club en eindigden ze dat seizoen in de middenmoot. In zijn tweede seizoen was hij voor het grootste deel een vaste waarde in de basisopstelling, maar toen Stanko Mršić als nieuwe coach werd aangesteld in maart 2012 verdween Babić uit de wedstrijdselectie. Hierop besloot hij om te vertrekken bij de club.

### LASK Linz
Na zijn vertrek bij Osijek in 2012 tekende hij bij de Oostenrijkse club LASK Linz, waarvoor hij achtmaal speelde in het seizoen 2012-13. Op het einde van het seizoen besloot Babić op 32-jarige leeftijd om te stoppen met professioneel voetbal.

## Interlandcarrière
Babić werd in 2002 voor het eerst opgeroepen voor de Kroatische nationale ploeg, en hij maakte onder bondscoach Mirko Jozić op 8 mei 2002 zijn debuut tegen Hongarije.
Hij maakte deel uit van de Kroatische selectie op Euro 2004, maar hij kwam tijdens dit toernooi niet in actie. Twee jaar later werd hij ook geselecteerd voor het WK 2006, waar hij als linkervleugelverdediger in een 3-5-2 formatie alle groepswedstrijden speelde.
In 2008 werd Babić verrassend gepasseerd door bondscoach Slaven Bilić voor het Europees Kampioenschap, waarop hij daarna niet meer uit zou komen voor de nationale ploeg.

## Trainerscarrière

### Begin van trainerscarrière
Babić begon zijn trainerscarrière in juni 2017, toen hij werd aangesteld als assistent van Besnik Hasi bij Olympiakos. Hij bleef bij Olympiakos tot september van dat jaar, toen Hasi werd ontslagen en ook hij moest vertrekken bij de club.

### Čelik Zenica
Op 5 september 2019 kreeg Babić zijn eerste contract als hoofdtrainer, toen hij werd aangesteld als de nieuwe manager van de Bosnische Premijer Liga-club Čelik Zenica. In zijn eerste wedstrijd als trainer van de club versloeg Čelik thuis Mladost Doboj Kakanj met 1-0, maar zijn tijd bij de club bleef beperkt tot één maand nadat hij ontslagen werd na een serie van 3 verliespartijen en wrevel binnen de spelersselectie.

### NK Rudeš
Een maand na zijn ontslag bij Čelik werd op 7 oktober 2019 bekend dat Babić de nieuwe manager was van NK Rudeš, dat uitkwam op het tweede niveau van Kroatië. Hij leidde het team in zijn eerste seizoen naar een vijfde plaats, wat voor het clubbestuur de reden was om het contract met Babić te verbreken.

### ND Ilirija 1911
In januari 2022 werd Babić als vervanger van de ontslagen hoofdtrainer Ziga Staric gehaald bij de Sloveense ploeg ND Ilirija 1911. Hij leidde het gepromoveerde team in het resterende deel van het seizoen naar een verdienstelijke 10e plaats op de ranglijst, maar zijn contract als hoofdtrainer werd aan het einde van het seizoen niet verlengd.

## Erelijst

### Player
Osijek
- Kroatische beker
  - Winnaar: 1998–99
  - Runner-up: 2011–12

Bayer Leverkusen
- Bundesliga
  - Runner-up: 2001–02
- DFB-Pokal
  - Runner-up: 2001–02
- UEFA Champions League
  - Runner-up: 2001–02